# Nesticella chillagoensis
Espèce
Nesticella chillagoensis est une espèce d'araignées aranéomorphes de la famille des Nesticidae.

## Distribution
Cette espèce est endémique du Queensland en Australie. Elle se rencontre à Chillagoe dans la grotte Royal Arch Cave.

## Description
La femelle holotype mesure 2,80 mm.

## Étymologie
Son nom d'espèce, composé de chillago et du suffixe latin -ensis, « qui vit dans, qui habite », lui a été donné en référence au lieu de sa découverte, Chillagoe.

## Publication originale
- Wunderlich, 1995 : First endemic Australian Oecobiidae and Nesticidae (Arachnida: Araneae). Memoirs of the Queensland Museum, vol. 38, p. 691-692 (texte intégral).